# 恩德站
恩德站（韓語：은덕역）是朝鮮民主主義人民共和國咸镜北道恩德郡的一個鐵路車站，属于灰岩线。

## 历史
- 1942年9月10日，开通使用，当时的名称是新阿吾地站。
- 1977年，改为现在名称。

## 邻近车站
灰岩线
灰岩站 - 恩德站 - 梧凤站